# Praso (motorfiets)
Praso is een Belgisch historisch merk van fietsen en motorfietsen.
Deze werden in 1953 geproduceerd door een zekere Luyckx in Mechelen.
Hij was na de Tweede Wereldoorlog begonnen met de productie van fietsen onder deze naam, maar aan het begin van de jaren vijftig volgden ook lichte motorfietsjes, eigen frames en 98cc- en 150cc-Sachs-tweetaktmotoren. De machientjes hadden wel voor-, maar geen achtervering.